# Cucullia divina
Cucullia divina là một loài bướm đêm trong họ Noctuidae.